# Обитель зла: Проклятие
«Обитель зла: Проклятие» (англ. Resident Evil: Damnation; яп. バイオハザード ダムネーション — Baiohazādo: Damunēshon) — второй японский полнометражный анимационный CG-фильм в жанре хоррора 2012 года от Capcom и Sony Pictures Entertainment Japan, поставленный режиссёром Макото Камия как продолжение фильма «Обитель зла: Вырождение» (2008).
15 сентября 2012 года фильм стал доступен для скачивания в сетях Xbox Live, Zune и PlayStation Network, а 25 сентября 2012 года вышел в США на носителях Blu-ray и DVD.
Выход фильма в прокат в кинотеатрах Японии состоялся 27 октября 2012 года.
В заключительных титрах фильма демонстрируются клипы из компьютерной игры Resident Evil 6, вышедшей 2 октября 2012 года и продолжающей история фильма.

## Сюжет
Конфликт разворачивается в вымышленном государстве, отделившемся от СССР, — Восточно-Славянской Республике (ВСР), в которой идёт гражданская война с применением биологического оружия. Леон Кеннеди, находящийся там на задании, получает приказ покинуть эту страну, так как Вашингтон и Правительство ВСР прекратили сотрудничество. Но он решает остаться и найти следы биологического оружия. Во время разговора Леона с умирающим связным «Страшилой» на них нападает лизун. В результате нападения Леон теряет сознание и приходит в себя в связанном виде в подвале у повстанцев.
Светлана Беликова, президент ВСР, объявляет контртеррористическую операцию и выводит гражданских из города. В совете президента появляется Ада Вонг.
В подвал повстанцев врываются солдаты ВСР. Александр Козаченко, атаман мятежников, оказывается заражён паразитом Лас-Плагас. Леон и Джей Ди, напарник Александра, убегают по подземелью от заражённых. Во дворе они наблюдают процесс превращения пленного солдата в маджини. Спасаясь, они забегают в церковь. Позже выясняется, что Джей Ди заражён, и Леону ничего не остаётся, кроме как убить его.
Светлана узнаёт, что Ада — шпион, и вступает с ней в бой, из которого выходит победительницей. На дворец нападают лизуны, спровоцированные Александром (его паразит является управляющим). Под зданием правительства Леон обнаруживает Аду и Александра, который, используя свои способности, натравливает лизунов на Светлану, так как она использует биоорганическое оружие (БОО) против недовольных её политическим режимом. В ходе столкновения Беликова приказывает троим Тиранам убить Леона и Александра. Выбравшись на поверхность, они уничтожают одного Тирана с помощью бронемашины, а двух других убивают авиаударами самолёты НАТО. Тем временем российская армия начала наземное вторжение в страну по просьбе НАТО. Светлану Беликову заключают под стражу. К власти ВСР приходит временное российско-американское правительство. Из-за вируса внутри своего организма Александр хочет покончить с собой, но Леон переубеждает его, стреляет в позвоночник и таким образом убивает Лас-Плагас, так как в начале фильма Леон про это рассказывал. Через некоторое время показано, как в ВСР налаживается мирная жизнь. Позже мы видим Александра в инвалидной коляске, но счастливым.

## Роли озвучивали
- Тосиюки Морикава — Леон Кеннеди
- Нобуюки Хияма[яп.] — Александр Козаченко
- Дзюнко Минагава[яп.] — Ада Вонг
- Эрико Кавасаки — Светлана Беликова
- Синтаро Оохата — JD
- Сёдзо Иидзука[яп.] — Атаман
- Ю Сугимото[яп.] — Ингрид Хунниган

## Оценки
В 2013 году фильм «Обитель зла: Проклятие» был удостоен премии International 3D Society Japan Award в области анимации.